# Nancye Wynne Bolton
Nancye Wynne Bolton (Melbourne, 2 de desembre de 1916 − Melbourne, 9 de novembre de 2001) va ser una tennista australiana durant les dècades de 1930 i 1940.
En el seu palmarès destaquen sis títols individuals de l'Australian Championships, tercera tennista de la història amb més títols en aquest torneig. Va acumular un total de vint títols d'aquest torneig sumant totes tres modalitats (individual, dobles femenins i dobles mixts), només superada per la seva compatriota Margaret Court amb 23 títols.
Es va casar amb George Bolton el 6 de juliol de 1940, pilot de la RAAF que va morir assassinat el maig de 1942 durant la Segona Guerra Mundial a Alemanya. El matrimoni va tenir només una filla anomenada Pam.
Va ser inclosa en l'International Tennis Hall of Fame l'any 2001.

## Torneigs de Grand Slam

### Individual: 9 (6−3)
| Resultat   | Núm. | Any  | Campionat                    | Oponent              | Marcador      |
| ---------- | ---- | ---- | ---------------------------- | -------------------- | ------------- |
| Finalista  | 1.   | 1936 | Australian Championships     | Joan Hartigan        | 4−6, 4−6      |
| Guanyadora | 1.   | 1937 | Australian Championships     | Emily Hood Westacott | 6−3, 5−7, 6−4 |
| Finalista  | 2.   | 1938 | US Championships             | Alice Marble         | 0−6, 3−6      |
| Guanyadora | 2.   | 1940 | Australian Championships (2) | Thelma Coyne Long    | 5−7, 6−4, 6−0 |
| Guanyadora | 3.   | 1946 | Australian Championships (3) | Joyce Fitch          | 6−4, 6−4      |
| Guanyadora | 4.   | 1947 | Australian Championships (4) | Nell Hall Hopman     | 6−3, 6−2      |
| Guanyadora | 5.   | 1948 | Australian Championships (5) | Marie Toomey         | 6−3, 6−1      |
| Finalista  | 3.   | 1949 | Australian Championships (2) | Doris Hart           | 3−6, 4−6      |
| Guanyadora | 6.   | 1951 | Australian Championships (6) | Thelma Coyne Long    | 6−1, 7−5      |

### Dobles femenins: 12 (10−2)
| Resultat   | Núm. | Any  | Campionat                     | Parella           | Oponents                               | Marcador      |
| ---------- | ---- | ---- | ----------------------------- | ----------------- | -------------------------------------- | ------------- |
| Guanyadora | 1.   | 1936 | Australian Championships      | Thelma Coyne Long | May Blik Katherine Woodward            | 6−2, 6−4      |
| Guanyadora | 2.   | 1937 | Australian Championships (2)  | Thelma Coyne Long | Nell Hall Hopman Emily Hood Westacott  | 6−2, 6−2      |
| Guanyadora | 3.   | 1938 | Australian Championships (3)  | Thelma Coyne Long | Dorothy Bundy Cheney Dorothy Workman   | 9−7, 6−4      |
| Guanyadora | 4.   | 1939 | Australian Championships (4)  | Thelma Coyne Long | May Hardcastle Nell Hall Hopman        | 7−5, 6−4      |
| Guanyadora | 5.   | 1940 | Australian Championships (5)  | Thelma Coyne Long | Joan Hartigan Emily Niemayer           | 7−5, 6−2      |
| Finalista  | 1.   | 1946 | Australian Championships      | Thelma Coyne Long | Joyce Fitch Mary Bevis Hawton          | 7−9, 4−6      |
| Guanyadora | 6.   | 1947 | Australian Championships (6)  | Thelma Coyne Long | Joyce Fitch Mary Bevis Hawton          | 6−3, 6−3      |
| Guanyadora | 7.   | 1948 | Australian Championships (7)  | Thelma Coyne Long | Pat Jones Mary Bevis Hawton            | 6−3, 6−3      |
| Guanyadora | 8.   | 1949 | Australian Championships (8)  | Thelma Coyne Long | Doris Hart Marie Toomey                | 6−0, 6−1      |
| Finalista  | 2.   | 1950 | Australian Championships (2)  | Thelma Coyne Long | Louise Brough Doris Hart               | 2−6, 6−2, 3−6 |
| Guanyadora | 9.   | 1951 | Australian Championships (9)  | Thelma Coyne Long | Joyce Fitch Mary Bevis Hawton          | 6−2, 6−1      |
| Guanyadora | 10.  | 1952 | Australian Championships (10) | Thelma Coyne Long | Allison Burton Baker Mary Bevis Hawton | 6−1, 6−1      |

### Dobles femenins: 8 (4−4)
| Resultat   | Núm. | Any  | Campionat                    | Parella           | Oponents                       | Marcador      |
| ---------- | ---- | ---- | ---------------------------- | ----------------- | ------------------------------ | ------------- |
| Finalista  | 1.   | 1938 | Internationaux de France     | Christian Boussus | Simonne Mathieu Dragutin Mitić | 6−2, 3−6, 4−6 |
| Finalista  | 2.   | 1938 | Australian Championships     | Colin Long        | Margaret Wilson John Bromwich  | 3−6, 2−6      |
| Guanyadora | 1.   | 1940 | Australian Championships     | Colin Long        | Nell Hall Hopman Harry Hopman  | 7−5, 2−6, 6−4 |
| Guanyadora | 2.   | 1946 | Australian Championships (2) | Colin Long        | Joyce Fitch John Bromwich      | 6−0, 6−4      |
| Finalista  | 3.   | 1947 | Wimbledon Championships      | Colin Long        | Louise Brough John Bromwich    | 6−1, 4−6, 2−6 |
| Guanyadora | 3.   | 1947 | Australian Championships (3) | Colin Long        | Joyce Fitch John Bromwich      | 6−3, 6−3      |
| Guanyadora | 4.   | 1948 | Australian Championships (4) | Colin Long        | Thelma Coyne Long Bill Sidwell | 7−5, 4−6, 8−6 |
| Finalista  | 4.   | 1951 | Wimbledon Championships (2)  | Mervyn Rose       | Doris Hart Frank Sedgman       | 5−7, 2−6      |

## Trajectòria

### Individual
| Australian Championships | 2R | F | G | SF | 2R | G  | ... | G | G  | G | F | SF | G  | SF | 6 / 13 |
| Internationaux de France | A  | A | A | 3R | A  | NC | ... | A | A  | A | A | A  | A  | A  | 0 / 1  |
| Wimbledon | A  | A | A | 4R | A  | NC | ... | A | QF | A | A | A  | 3R | A  | 0 / 3  |
| US Championships | A  | A | A | F  | A  | A  | ... | A | SF | A | A | A  | A  | A  | 0 / 2  |
| Llegenda: G: Guanyadora; F: Finalista; SF: Semifinalista; QF: Quarts de final; Q: Qualificació; A: Absent; RR: Round Robin; |    |   |   |    |    |    |     |   |    |   |   |    |    |    |        |

### Dobles femenins
| Australian Championships | G | G | G  | G | G  | ... | F | G  | G | G | F | G  | G | 10 / 12 |
| Internationaux de France | A | A | 2R | A | NC | ... | A | A  | A | A | A | A  | A | 0 / 1   |
| Wimbledon | A | A | QF | A | NC | ... | A | QF | A | A | A | 1R | A | 0 / 3   |
| US Championships | A | A | A  | A | A  | ... | A | A  | A | A | A | A  | A | 0 / 0   |
| Llegenda: G: Guanyadora; F: Finalista; SF: Semifinalista; QF: Quarts de final; Q: Qualificació; A: Absent; RR: Round Robin; |   |   |    |   |    |     |   |    |   |   |   |    |   |         |

### Dobles mixts
| Australian Championships | SF | F | SF | G  | ... | G | G | G | SF | QF | SF | 4 / 10 |
| Internationaux de France | A  | F | A  | NC | ... | A | A | A | A  | A  | A  | 0 / 1  |
| Wimbledon | A  | A | A  | NC | ... | A | F | A | A  | A  | F  | 0 / 2  |
| US Championships | A  | A | A  | A  | ... | A | A | A | A  | A  | A  | 0 / 0  |
| Llegenda: G: Guanyadora; F: Finalista; SF: Semifinalista; QF: Quarts de final; Q: Qualificació; A: Absent; RR: Round Robin; |    |   |    |    |     |   |   |   |    |    |    |        |